# Liste der Bodendenkmäler in Westheim (Mittelfranken)
Auf dieser Seite sind die Bodendenkmäler in der mittelfränkischen Gemeinde Westheim zusammengestellt. Diese Tabelle ist eine Teilliste der Liste der Bodendenkmäler in Bayern. Grundlage ist die Bayerische Denkmalliste, die auf Basis des Bayerischen Denkmalschutzgesetzes vom 1. Oktober 1973 erstmals erstellt wurde und seither durch das Bayerische Landesamt für Denkmalpflege geführt wird. Die folgenden Angaben ersetzen nicht die rechtsverbindliche Auskunft der Denkmalschutzbehörde.

## Bodendenkmäler in Westheim
| Lage                                          | Objekt | Akten-Nr.     | Bild |
| --------------------------------------------- | --- | ------------- | ---- |
| Westheim (Weißenburg-Gunzenhausen) (Standort) | Siedlung der Hallstattzeit und Reihengräberfeld des 5. und 6. Jahrhunderts. | D-5-6929-0001 |      |
| Westheim (Weißenburg-Gunzenhausen) (Standort) | Körpergräber des frühen Mittelalters. | D-5-6929-0002 |      |
| Westheim (Weißenburg-Gunzenhausen) (Standort) | Siedlung und vermutlich Brandgräber der Hallstattzeit. | D-5-6929-0003 |      |
| Westheim (Weißenburg-Gunzenhausen) (Standort) | Siedlung vorgeschichtlicher Zeitstellung und rechteckige Grabenanlage. | D-5-6929-0009 |      |
| Westheim (Weißenburg-Gunzenhausen) (Standort) | Siedlung vorgeschichtlicher Zeitstellung. | D-5-6929-0011 |      |
| Westheim (Weißenburg-Gunzenhausen) (Standort) | Siedlung vorgeschichtlicher Zeitstellung. | D-5-6929-0012 |      |
| Wassertrüdingen (Standort)                    | Grabhügel vorgeschichtlicher Zeitstellung. | D-5-6929-0041 |      |
| Wassertrüdingen (Standort)                    | Siedlung des Neolithikums, der Urnenfelderzeit und der Latènezeit. | D-5-6929-0044 |      |
| Westheim (Weißenburg-Gunzenhausen) (Standort) | Grabhügel vor- und frühgeschichtlicher Zeitstellung. | D-5-6929-0193 |      |
| Westheim (Weißenburg-Gunzenhausen) (Standort) | Siedlung oder Gräber vor- und frühgeschichtlicher Zeitstellung. | D-5-6929-0194 |      |
| Westheim (Weißenburg-Gunzenhausen) (Standort) | Vorgängerbauten der evang.-luth. Pfarrkirche St. Pankrazius. | D-5-6929-0195 |      |
| Westheim (Weißenburg-Gunzenhausen) (Standort) | Bestattungsplatz der Hallstattzeit mit Grabhügeln. | D-5-6930-0001 |      |
| Westheim (Weißenburg-Gunzenhausen) (Standort) | Siedlung der Urnenfelder- und der römischen Kaiserzeit. | D-5-6930-0002 |      |
| Westheim (Weißenburg-Gunzenhausen) (Standort) | Siedlung vorgeschichtlicher Zeitstellung. | D-5-6930-0003 |      |
| Westheim (Weißenburg-Gunzenhausen) (Standort) | Körpergräber des frühen Mittelalters. | D-5-6930-0004 |      |
| Westheim (Weißenburg-Gunzenhausen) (Standort) | Abschnittsbefestigung vor- und frühgeschichtlicher Zeitstellung. | D-5-6930-0006 |      |
| Westheim (Weißenburg-Gunzenhausen) (Standort) | Burgstall des Mittelalters. | D-5-6930-0009 |      |
| Westheim (Weißenburg-Gunzenhausen) (Standort) | Mittelalterlicher Burgstall. | D-5-6930-0013 |      |
| Westheim (Weißenburg-Gunzenhausen) (Standort) | Verebnetes Grabenwerk vor- und frühgeschichtlicher Zeitstellung. | D-5-6930-0015 |      |
| Westheim (Weißenburg-Gunzenhausen) (Standort) | Straße der römischen Kaiserzeit. | D-5-6930-0016 |      |
| Westheim (Weißenburg-Gunzenhausen) (Standort) | Siedlung vor- und frühgeschichtlicher Zeitstellung. | D-5-6930-0017 |      |
| Westheim (Weißenburg-Gunzenhausen) (Standort) | Siedlung vor- und frühgeschichtlicher Zeitstellung. | D-5-6930-0018 |      |
| Westheim (Weißenburg-Gunzenhausen) (Standort) | Siedlung der Urnenfelderzeit, der Latènezeit und der römischen Kaiserzeit. | D-5-6930-0051 |      |
| Wassertrüdingen (Standort)                    | Abschnittsbefestigung vor- und frühgeschichtlicher Zeitstellung, Siedlung der Späthallstatt- und Frühlatènezeit, Wüstung des Mittelalters.                                                                                             | D-5-6930-0198 |      |
| Westheim (Weißenburg-Gunzenhausen) (Standort) | Untertägige Teile der mittelalterlichen bis neuzeitlichen Evang.-Luth. Pfarrkirche St. Maria in Ostheim, ihrer spätmittelalterlichen Vorgängerbauten sowie Friedhof mit Ummauerung und Körpergräbern des Mittelalters und der Neuzeit. | D-5-6930-0279 |      |
| Westheim (Weißenburg-Gunzenhausen) (Standort) | Hallstattzeitliches Grabhügelfeld und mittelalterlicher Burgstall. | D-5-7029-0001 |      |
| Westheim (Weißenburg-Gunzenhausen) (Standort) | Siedlung vor- und frühgeschichtlicher Zeitstellung im Luftbild und Siedlung des Neolithikums und der Metallzeiten. | D-5-7029-0003 |      |
| Westheim (Weißenburg-Gunzenhausen) (Standort) | Siedlung vorgeschichtlicher Zeitstellung. | D-5-7029-0004 |      |
| Westheim (Weißenburg-Gunzenhausen) (Standort) | Grabhügel vorgeschichtlicher Zeitstellung. | D-5-7029-0006 |      |
| Westheim (Weißenburg-Gunzenhausen) (Standort) | Siedlung vorgeschichtlicher Zeitstellung im Luftbild und neolithische Siedlung. | D-5-7029-0007 |      |
| Westheim (Weißenburg-Gunzenhausen) (Standort) | Siedlung des Neolithikums sowie der römischen Kaiserzeit. | D-5-7029-0008 |      |
| Westheim (Weißenburg-Gunzenhausen) (Standort) | Siedlung der Urnenfelderzeit. | D-5-7029-0009 |      |
| Westheim (Weißenburg-Gunzenhausen) (Standort) | Siedlung vor- und frühgeschichtlicher Zeitstellung. | D-5-7029-0010 |      |
| Westheim (Weißenburg-Gunzenhausen) (Standort) | Siedlung vor- und frühgeschichtlicher Zeitstellung. | D-5-7030-0004 |      |
| Westheim (Weißenburg-Gunzenhausen) (Standort) | Siedlung vor- und frühgeschichtlicher Zeitstellung. | D-5-7030-0005 |      |
| Westheim (Weißenburg-Gunzenhausen) (Standort) | Grabhügel mit Bestattungen der Hallstattzeit. | D-5-7030-0007 |      |
| Westheim (Weißenburg-Gunzenhausen) (Standort) | Grabhügelgruppe der Hallstattzeit. | D-5-7030-0008 |      |
| Westheim (Weißenburg-Gunzenhausen) (Standort) | Siedlung der Hallstattzeit. | D-5-7030-0012 |      |
| Westheim (Weißenburg-Gunzenhausen) (Standort) | Siedlung des Mittelneolithikums. | D-5-7030-0014 |      |
| Westheim (Weißenburg-Gunzenhausen) (Standort) | Siedlung der Urnenfelder-, Hallstatt- und Latènezeit. | D-5-7030-0015 |      |
| Westheim (Weißenburg-Gunzenhausen) (Standort) | Siedlung der Latènezeit. | D-5-7030-0016 |      |
| Westheim (Weißenburg-Gunzenhausen) (Standort) | Siedlung vorgeschichtlicher Zeitstellung sowie villa rustica der römischen Kaiserzeit. | D-5-7030-0018 |      |
| Westheim (Weißenburg-Gunzenhausen) (Standort) | Freilandstation des Mesolithikums. | D-5-7030-0019 |      |
| Westheim (Weißenburg-Gunzenhausen) (Standort) | Wüstgefallene Siedlung des Mittelalters. | D-5-7030-0020 |      |
| Westheim (Weißenburg-Gunzenhausen) (Standort) | Einzelfund eines spätneolithischen Silexdolches und Villa rustica der römischen Kaiserzeit. | D-5-7030-0021 |      |
| Westheim (Weißenburg-Gunzenhausen) (Standort) | Mittelalterliche Wüstung Hettelsberg. | D-5-7030-0022 |      |
| Westheim (Weißenburg-Gunzenhausen) (Standort) | Siedlung des Neolithikums und der Latènezeit. | D-5-7030-0025 |      |
| Westheim (Weißenburg-Gunzenhausen) (Standort) | Siedlung des Neolithikums und der Hallstattzeit sowie villa rustica der römischen Kaiserzeit mit Haupt- und Nebengebäuden. | D-5-7030-0043 |      |
| Westheim (Weißenburg-Gunzenhausen) (Standort) | Siedlung der römischen Kaiser- und der Völkerwanderungszeit. | D-5-7030-0178 |      |
| Westheim (Weißenburg-Gunzenhausen) (Standort) | Vorgängerbau(ten) der evang.-luth. Filialkirche St. Leonhard und Nikolaus. | D-5-7030-0179 |      |
| Auhausen (Standort)                           | Siedlung der Urnenfelder-, Hallstatt- und Latènezeit. | D-7-6929-0010 |      |
| Auhausen (Standort)                           | Siedlung vor- und frühgeschichtlicher Zeitstellung. | D-7-7030-0001 |      |